# Silica Rapids
Die Silica Rapids sind Stromschnellen bislang nicht ermittelter Fallhöhe südwestlich der Ortschaft Whakapapa Village im Tongariro-Nationalpark in der Region Manawatū-Whanganui auf der Nordinsel Neuseelands. Er liegt im Lauf des Waikare Stream. Die Punaruku Falls liegen nördlich von ihnen.
Der 7 Kilometer lange Silica Rapids Walk führt an den Stromschnellen vorbei.